# Travel Channel
Travel Channel (од 2018. стилизовано Trvl Channel) амерички је претплатнички телевизијски канал чији је власник Warner Bros. Discovery, које је претходно био власник од 1998 до 2007. године. Седиште канала налази се у Њујорку.
Емитује документарне филмове, ријалити и емисије у вези са путовањима и одмором широм САД и света. Програм чине и емисије о афричким сафаријима са животињама, обиласке великих хотела и одмаралишта, посете значајним градовима и местима широм света, као и емисије о храни широм света и оне о духовима и паранормалним дешавањима у зградама.

## Историја
Канал је први пут почео са емитовањем 1994. године, приказује своје садржаје на 14 језика у 117 земаља Европе, Африке, Пацифика и Блиског истока 24 сата дневно.
Расположиви подаци показују да је гледаност достигла врхунац у пролеће 2008. на 27, 78 милиона прегледа за 7 дана, и од тада је у опадању. Од пролећа 2017. године канал је добио 17, 25 милиона прегледа.

## Програм
- Међународни ловци на куће

Umberto Estrada је одрастао опкорачујући границу између САД и Мексика, yживајући у искуству у култури. Са падом цена некретнина у Америци, Умберто види прилику да подели своје корене са својим двема кћеркама.
- Брегзит

Benedikt Kamberbač глуми у добро темпираној и узбудљивој драми која се бави референдумском кампањом о Брегзиту.
- Немогућа мислија: Хотели

Хотелијер Entoni Melkiori шаље тајне извиђаче у сваки хотел и идентификује њихове проблеме. Тада се среће са власницима самих хотела и целимкомплетним особљем како би понудио своје решење за кључна питања успешности сваког посла, опстанка, квалитета, конкурентности.
- Бизарна Храна

Кувар и писац Endrju Cimern путује широм света како би пробао необичне специјалитете различитих култура.
- Градња на Аљасци

Одважни појединци суочавају се са екстремним условима и суровом природом, како би саградили своје некретнине из снова у најудаљенијим подручјима аљашке дивљине.
- Чудотворци

Кад Бог одлучи да уништи Земљу, двоје нискорангираних анђела морају да убеде свог шефа да спаси човечанство. Они се кладе са њим да могу да изведу највеће чудо и помогну да се двоје људи заљубе.
- Мајстори за куће на дрвету

Пет ствара прекрасан бег од реалности за низ клијената. Бави се пројектовањем кућице на стаблима од оних са мулти - спаваћим собама, функционалним водоводом и струјом до оних једноставних једнособних.
- Вилиџ

Упркос разликама у годинама, раси и култури, становници ове јединствене зграде подржавају једине друге и у добру и у злу.

## Новине
2. Новембра 2015. године на Травел Каналу је представљен серијал „Највеће светске вожње мотоциклима -,, Балкан “, који се састојао од пет епизода. Водитељ популарног серијала Henri Kol на мотору обилази земље некадашње Југославије и Бугарске. Путовао је регионом, а пажњу у Србији поред наших занимљивих људи и обичаја, скренула су му и места: Мокра Гора, Гуча, Чачак, Врњачка Бања, Ђавоља варош, Ниш и Пирот